# ジルバ

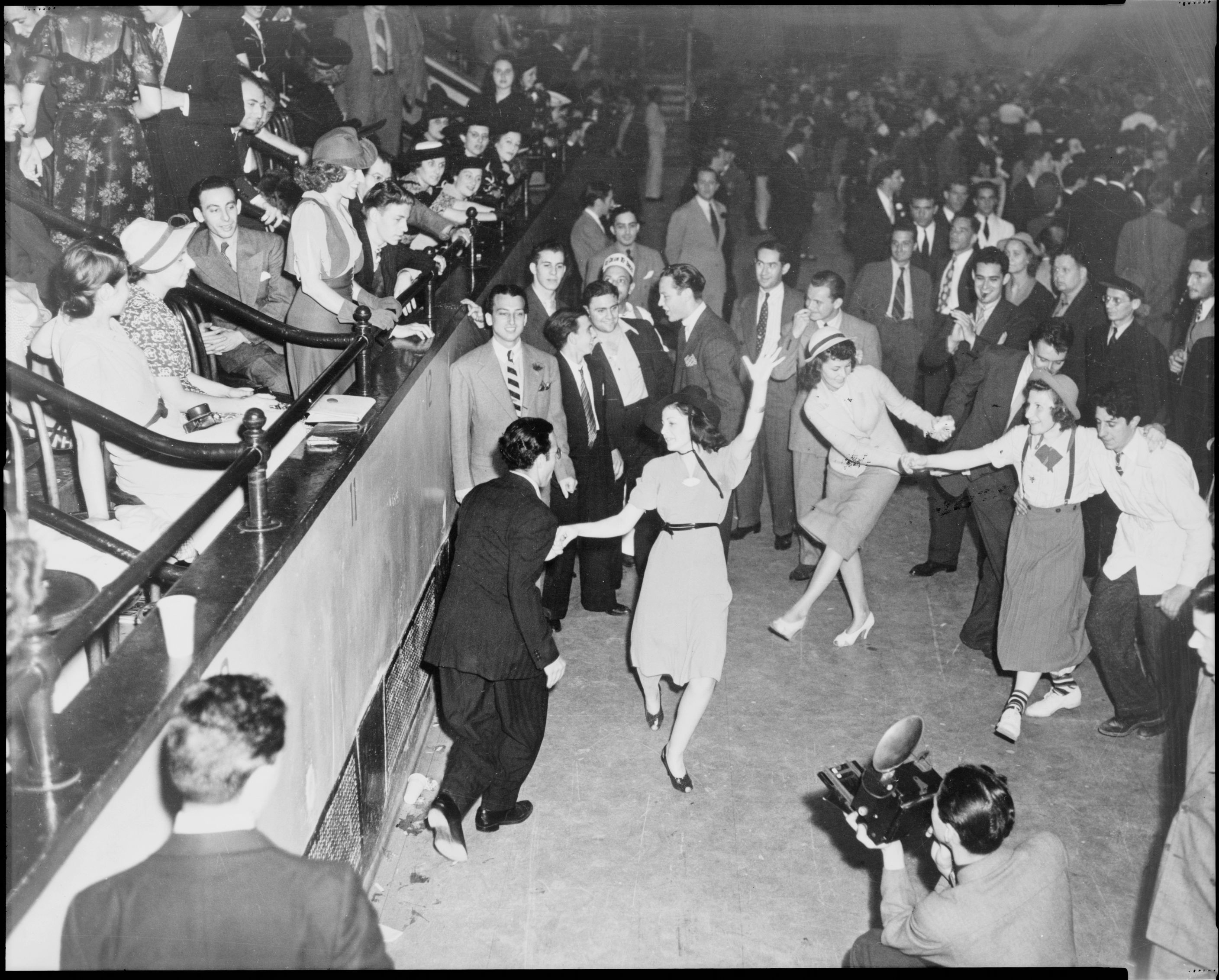
ジルバ

ジルバは社交ダンスの一種。1945年（昭和20年）、第二次世界大戦の終戦とともにアメリカ駐留軍によって日本にもたらされた。ジルバはリンディホップ、ジャイヴとともにスイングダンスとして知られ、アメリカのジターバグ (jitterbug) から転訛したものと言われている（米英語では "ter" が「ラ」に、"g" の発音が消えて、ジターバグが「ジラバ」に聞こえ、このジラバがジルバに転訛したと考えられる）。日本にもたらされたのはシングル・リンディ形式 (SSQQ) のリズムで踊られる。軽快でリズミックなこの踊りは一般大衆に受け入れられ全国に広まっていった。現在でもパーティーダンスで人気のあるペアダンスである。
同時期にイギリスへ渡ったこの踊りは、ダブル・リンディ (Q&Q, Q&Q, QQ) のリズムを基調とするジャイヴとして完成された。ジャイヴはラテン種目として現在ダンス競技会でも踊られている。